# Sant'Ambrogio (Cefalù)
Sant'Ambrogio is een plaats (frazione) in de Italiaanse gemeente Cefalù.